# Victor Jouët
Francesco Maria Victor Jouët (Nuoro, 29 aprile 1839 – Roma, 13 settembre 1912) è stato un presbitero francese.

## Biografia
Nato a Nuoro da Giovanni Battista Victor e Maria Benedetta Placida Ruffi Missionario del Sacro Cuore di Gesù, fondò a Roma l'Associazione del Sacro Cuore di Gesù per il suffragio delle anime del Purgatorio.
Nel 1893 acquistò un terreno situato nella zona di Lungotevere Prati a Roma e l'anno successivo, con l'approvazione di Papa Benedetto XV, in quel luogo cominciò la costruzione della chiesa del Sacro Cuore del Suffragio (conosciuta come "il piccolo Duomo di Milano", visto che ne sembra una miniatura).
Sul luogo dell'attuale chiesa esisteva alla fine dell'Ottocento una cappella dedicata alla Vergine del Rosario che andò distrutta da un incendio nel 1894. La tradizione vuole che su uno dei pilastri rimasti in piedi venisse scoperta un'ombra che assomigliava alla testa di un uomo e che questa immagine venisse interpretata come quella di un'anima del purgatorio.
Il sacerdote, profondamente scosso per l'accaduto, e per tradurre in realtà questa sua idea si mise alla ricerca di testimonianze e documenti che, in qualche modo, potessero richiamare l'idea di un Purgatorio reale.
Raccolse così un gran numero di cimeli, stoffe, breviari, tavolette di legno e bibbie sulle quali apparivano impronte che erano state lasciate dalle Anime dei defunti.
Il materiale raccolto fu esposto nella sagrestia della chiesa e alla collezione fu dato il nome di Museo cristiano d'Oltretomba, ora Museo delle Anime del Purgatorio.
Padre Jouët si spense il 13 settembre 1912 a Roma. Inizialmente sepolto a Marsiglia, sua diocesi d'origine, dal 2003 riposa nella cripta della basilica di Issoudun.